# Gyalidea portoricensis
Gyalidea portoricensis är en lavart som beskrevs av Vezda. Gyalidea portoricensis ingår i släktet Gyalidea och familjen Gomphillaceae.   Inga underarter finns listade i Catalogue of Life.